# Platycomopsis cobbi
Platycomopsis cobbi är en rundmaskart som beskrevs av E. Ditlevsen 1926. Platycomopsis cobbi ingår i släktet Platycomopsis och familjen Leptosomatidae. Inga underarter finns listade i Catalogue of Life.